# Nakajima Ki-11
Nakajima Ki-11 (яп. 中島 キ11) — проєкт винищувача Імперської армії Японії 1930-х років.

## Історія створення
На початку 1930-х років, винищувачі, які були на озброєнні Імперської армії Японії, поступались британському літаку Hawker Fury та американському P-26. Щоб скоротити це відставання, був спроєктований літак-моноплан Kawasaki Ki-5, але армія відхилила його нібито через низьку маневреність.
У 1934 році, після припинення робіт по Ki-5, фірма Kawasaki отримала замовлення спроєктувати винищувач-біплан, який отримав назву Ki-10 а Nakajima - винищувач-моноплан під назвою Ki-11.
Літак Ki-11 був монопланом з розчаленим крилом з заокругленими кінцями. Шасі не складалось, і було оснащене обтічниками. Літак був оснащений двигуном Nakajima Ha-1-3 Kotobuki потужністю 550 к.с. Озброєння літака складалось з двох синхронних 7,7-мм кулеметів.
З квітня по грудень 1935 року було збудовано 4 прототипи, в конструкцію яких вносились певні зміни. Так, третій прототип був оснащений трилопасним гвинтом, а четвертий - дволопасним та ліхтарем кабіни. Також кожний прототип мав відмінності у формі обтічника та вертикальному оперенні.
В середині 1935 року були проведені спільні випробуванні літаків Ki-10 та Ki-11. Льотчики-випробувачі, які звикли до маневрених боїв на горизонталях, віддали перевагу літаку Ki-10, який мав більшу маневреність, ніж Ki-11, хоча й меншу швидкість. Хоча було відмічено, що двигун Nakajima Ha-1-3 Kotobuki, встановлений на Ki-11, був більш надійним, ніж Kawasaki Ha9-IIa на Ki-10.
Незважаючи на невдачу, Ki-11 послужив прототипом для наступного покоління японських винищувачів, зокрема Nakajima Ki-27.

## Тактико-технічні характеристики

### Технічні характеристики
- Екіпаж: 1 чоловік
- Довжина: 6,89 м
- Висота: 3,33 м
- Розмах крил: 10,88 м
- Площа крил: 19,10 м ²
- Маса пустого: 1 269 кг
- Маса спорядженого: 1 560 кг
- Двигуни: 1 х Nakajima Ha-1-3 Kotobuki
- Потужність: 550 к. с.

### Льотні характеристики
- Максимальна швидкість: 420 км/г
- Крейсерська швидкість: 367 км/г
- Дальність польоту: 410 км
- Практична стеля: 10 200 м

### Озброєння
- 2 х 7,7-мм кулемети «Тип 89»

## Історія використання
Після того, яка командування ВПС Імперської армії Японії відхилило літак Ki-11, фірма Nakajima спробувала знайти замовників для виробництва експортного варіанта літака серед країн Південно-Східної Азії, проте ніхто з потенційних клієнтів не виявив зацікавлення до літака. тому після побудови 4 прототипів виробництво Ki-11 було припинене. Перший та третій прототипи були використані для досліджень при розробці нових типів літаків, а четвертий прототип був проданий газеті Асахі Сімбун як високошвидкісний літак, який отримав назву AN-1 та цивільну реєстрацію J-BBHA. 
Перебуваючи на службі газети «Асахі Сімбун», літак AN-1 досяг значних успіхів. У грудні 1935 року він здійснив переліт з Токіо до Осаки за 1 г 25 хв. 19 липня 1936 року, під час сонячного затемнення, яке найкраще було спостерігати на Хоккайдо, літак AN-1 доставив плівки в токійський офіс раніше за всіх інших конкурентів. Цей політ був виконаний із середньою швидкістю 398 км/г. До появи Karigane I - цивільної модифікації Mitsubishi Ki-15 літак AN-1 залишався найшвидшим літаком, на якому проходила підготовка до перельоту в Європу.